# Liste des aéroports internationaux au Canada
Ceci est une liste d'aéroports internationaux au Canada. Ces aéroports sont inclus dans le Supplément de vol Canada ou le Supplément hydroaérodromes, publiés par Nav Canada et chacun est classifié comme un aéroport d'entrée (en). Tous ces aéroports, à l'exception des aéroports militaires, ont une personne de l'Agence des services frontaliers du Canada disponible mais peut-être pas 24 heures par jour ou seulement une partie de la semaine. L'Aéroport international Montréal-Trudeau dessert un plus grand pourcentage de passagers internationaux que n'importe quel autre aéroport canadien.
De tous les aéroports ci-dessous, seuls treize sont officiellement désignés comme des aéroports internationaux par Transports Canada : St John's, Gander, Halifax, Moncton, Fredericton, Québec, Montréal, Toronto, Ottawa, Winnipeg, Calgary, Edmonton et Vancouver.
| Nom de l'aéroport                                             | Communauté                         | Province                  | Passagers |
| ------------------------------------------------------------- | ---------------------------------- | ------------------------- | --------- |
| Aéroport d'Abbotsford                                         | Abbotsford                         | Colombie-Britannique      | 15        |
| Aéroport d'Atlin (en)                                         | Atlin                              | Colombie-Britannique      | 15        |
| Hydroaérodrome d'Atlin (en)                                   | Atlin                              | Colombie-Britannique      | 15        |
| Hydroaérodrome de Baie-Comeau (en)                            | Baie-Comeau                        | Québec                    | 15        |
| Base des Forces canadiennes Bagotville                        | Bagotville                         | Québec                    | 15        |
| Base des Forces canadiennes Cold Lake                         | Cold Lake                          | Alberta                   | [ 3 ]     |
| Base des Forces canadiennes Comox                             | Comox                              | Colombie-Britannique      | 15        |
| Base des Forces canadiennes Goose Bay                         | Happy Valley-Goose Bay             | Terre-Neuve-et-Labrador   | 15        |
| Base des Forces canadiennes Greenwood                         | Greenwood                          | Nouvelle-Écosse           | [ 4 ]     |
| Base des Forces canadiennes Moose Jaw                         | Moose Jaw                          | Saskatchewan              | [ 5 ]     |
| Base des Forces canadiennes Shearwater                        | Dartmouth                          | Nouvelle-Écosse           |           |
| Base des Forces canadiennes Trenton                           | Trenton                            | Ontario                   | [ 6 ]     |
| Aéroport de Beaver Creek                                      | Beaver Creek                       | Yukon                     | 15        |
| Aérodrome de Bedwell Harbour                                  | Bedwell Harbour                    | Colombie-Britannique      | 15        |
| Aéroport Billy-Bishop de Toronto                              | Toronto                            | Ontario                   | 15        |
| Aéroport de Boundary Bay (en)                                 | Boundary Bay (en)                  | Colombie-Britannique      | 15        |
| Aérodrome de Brandon                                          | Brandon                            | Manitoba                  | 15        |
| Aéroport de Brantford (en)                                    | Brantford                          | Ontario                   | 15        |
| Aéroport Roland-Désourdy                                      | Bromont                            | Québec                    | 15        |
| Aéroport international de Calgary                             | Calgary                            | Alberta                   |           |
| Aéroport de Calgary-Springbank (en)                           | Calgary                            | Alberta                   | 15        |
| Aéroport de Campbell River                                    | Campbell River                     | Colombie-Britannique      | 15        |
| Hydroaérodrome de Campbell River (en)                         | Campbell River                     | Colombie-Britannique      | 15        |
| Aéroport régional de West Kootenay                            | Castlegar                          | Colombie-Britannique      | 15        |
| Aéroport de Charlo                                            | Charlo                             | Nouveau-Brunswick         | 15        |
| Aéroport de Charlottetown                                     | Charlottetown                      | Île-du-Prince-Édouard     | 60        |
| Aéroport régional de Cornwall                                 | Cornwall                           | Ontario                   | 15        |
| Aéroport de Coronach-Scobey Border Station (en)               | Coronach                           | Saskatchewan              | 15        |
| Aéroport international de Coutts-Ross (en)                    | Coutts                             | Alberta                   | 15        |
| Aéroport de Cranbrook/Rocheuses canadiennes                   | Cranbrook                          | Colombie-Britannique      | 15        |
| Aéroport de Dawson City                                       | Dawson City                        | Yukon                     | 30        |
| Hydroaérodrome de Dawson City (en)                            | Dawson City                        | Yukon                     | 30        |
| Hydroaérodrome de Dawson Creek (en)                           | Dawson Creek                       | Colombie-Britannique      | 15        |
| Aéroport international de Del Bonita-Whetstone (en)           | Del Bonita                         | Alberta                   | 15        |
| Hydroaérodrome de Drummondville (en)                          | Drummondville                      | Québec                    | 15        |
| Aéroport de Drummondville (en)                                | Drummondville                      | Québec                    | 15        |
| Aéroport Dryden Regional                                      | Dryden                             | Ontario                   | 15        |
| Hydroaérodrome de Dryden (en)                                 | Dryden                             | Ontario                   | 19        |
| Aéroport international de Dunseith-Peace Garden (en)          | International Peace Garden (en)    | Manitoba/Dakota du Nord   | 15        |
| Aéroport international d'Edmonton                             | Edmonton Capital Region            | Alberta                   |           |
| Aéroport d'Edmundston (en)                                    | Edmundston                         | Nouveau-Brunswick         | 15        |
| Aéroport de Florenceville (en)                                | Florenceville-Bristol              | Nouveau-Brunswick         | 15        |
| Aéroport municipal de Fort Frances                            | Fort Frances                       | Ontario                   | 15        |
| Hydroaérodrome de Fort Frances (en)                           | Fort Frances                       | Ontario                   | 15        |
| Aéroport international de Frédéricton                         | Fredericton                        | Nouveau-Brunswick         | 55        |
| Aéroport international de Gander                              | Gander                             | Terre-Neuve-et-Labrador   |           |
| Aéroport de Goderich (en)                                     | Goderich                           | Ontario                   | 15        |
| Hydroaérodrome de Goose-Otter Creek (en)                      | Happy Valley-Goose Bay             | Terre-Neuve-et-Labrador   | 15        |
| Aéroport de Gore Bay-Manitoulin                               | Gore Bay (en)                      | Ontario                   | 15        |
| Aéroport de Grand-Sault (en)                                  | Grand Manan (village)              | Nouveau-Brunswick         | 15        |
| Aéroport de Grand Manan (en)                                  | Grand Manan (village)              | Nouveau-Brunswick         | 15        |
| Aéroport de Guelph (en)                                       | Guelph                             | Ontario                   | 15        |
| Aéroport international Stanfield d'Halifax                    | Halifax Regional Municipality      | Nouvelle-Écosse           |           |
| Aéroport Hamilton/John C. Munro International                 | Hamilton                           | Ontario                   | 110 (450) |
| Aéroport municipal d'Hanover-Saugeen (en)                     | Hanover                            | Ontario                   | 15        |
| Aéroport des Îles-de-la-Madeleine                             | Les Îles-de-la-Madeleine           | Québec                    | 15        |
| Aéroport d’Inuvik-Mike Zubko                                  | Inuvik                             | Territoires du Nord-Ouest | 15        |
| Hydroaérodrome d'Inuvik-Shell Lake (en)                       | Inuvik                             | Territoires du Nord-Ouest | 15        |
| Aéroport d'Iqaluit                                            | Iqaluit                            | Nunavut                   | 15        |
| Aéroport de Sydney-J.A. Douglas McCurdy                       | Sydney                             | Nouvelle-Écosse           | 44 (200)  |
| Aéroport de Kamloops-Fulton Field                             | Kamloops                           | Colombie-Britannique      | 15        |
| Hydroaérodrome de Kamloops (en)                               | Kamloops                           | Colombie-Britannique      | 15        |
| Aéroport international de Kelowna                             | Kelowna                            | Colombie-Britannique      |           |
| Aéroport de Kenora                                            | Kenora                             | Ontario                   |           |
| Hydroaérodrome de Kenora (en)                                 | Kenora                             | Ontario                   | 15        |
| Aéroport de Kingston-Norman Rogers                            | Kingston                           | Ontario                   | 30        |
| Aéroport de Lac-à-la-Tortue (en)                              | Lac-à-la-Tortue                    | Québec                    | 15        |
| Hydroaérodrome de Lac-à-la-Tortue (en)                        | Lac-à-la-Tortue                    | Québec                    | 15        |
| Aérodrome de Lachute                                          | Lachute                            | Québec                    | 15        |
| Aéroport régional de Lake Simcoe                              | Barrie                             | Ontario                   | 24        |
| Aéroport de Lethbridge                                        | Lethbridge                         | Alberta                   | 15        |
| Aéroport international de London                              | London                             | Ontario                   | 180 (450) |
| Hydroaérodrome de Masset (en)                                 | Masset                             | Colombie-Britannique      | 15        |
| Aéroport international du Grand Moncton                       | Moncton                            | Nouveau-Brunswick         | 75        |
| Aéroport international de Mont-Tremblant                      | Mont-Tremblant                     | Québec                    | 15        |
| Aéroport de Saint-Hubert                                      | Montréal                           | Québec                    | 15        |
| Aéroport international Montréal-Mirabel                       | Montréal                           | Québec                    | 15        |
| Aéroport international Montréal-Trudeau                       | Montréal                           | Québec                    |           |
| Aéroport de Muskoka                                           | Muskoka District Municipality      | Ontario                   | 15        |
| Aéroport de Nanaimo                                           | Nanaimo                            | Colombie-Britannique      | 30        |
| Hydroaérodrome de Nanaimo-Harbour (en)                        | Nanaimo                            | Colombie-Britannique      | 15        |
| Hydroaérodrome de North Bay (en)                              | North Bay                          | Ontario                   | 15        |
| Aéroport North Bay-Jack Garland                               | North Bay                          | Ontario                   | 15        |
| Aéroport d’Old Crow                                           | Old Crow                           | Yukon                     | 15        |
| Aéroport d'Orillia (en)                                       | Orillia                            | Ontario                   | 15        |
| Hydroaérodrome d'Orillia-Lake Saint John (en)                 | Orillia                            | Ontario                   | 15        |
| Aéroport d’Oshawa                                             | Oshawa                             | Ontario                   | 50        |
| Aéroport international Macdonald-Cartier d'Ottawa             | Ottawa                             | Ontario                   | 165 (450) |
| Aéroport régional d’Owen Sound-Billy Bishop                   | Owen Sound                         | Ontario                   | 15        |
| Aéroport de Pelee Island (en)                                 | Pelée                              | Ontario                   | 15        |
| Aéroport régional de Penticton                                | Penticton                          | Colombie-Britannique      | 30        |
| Hydroaérodrome de Penticton (en)                              | Penticton                          | Colombie-Britannique      | 15        |
| Aéroport de Peterborough                                      | Peterborough                       | Ontario                   | 15        |
| Aéroport de Piney Pinecreek Border (en)                       | Piney                              | Manitoba                  | 15        |
| Aéroport de Port Hardy                                        | Port Hardy                         | Colombie-Britannique      | 15        |
| Aéroport de Prince George                                     | Prince George                      | Colombie-Britannique      | 15        |
| Aéroport de Prince Rupert                                     | Prince Rupert                      | Colombie-Britannique      | 15        |
| Hydroaérodrome de Prince Rupert-Seal Cove                     | Prince Rupert                      | Colombie-Britannique      | 15        |
| Aéroport international Jean-Lesage de Québec                  | Québec                             | Québec                    |           |
| Hydroaérodrome de Québec-Lac Saint-Augustin (en)              | Québec                             | Québec                    | 15        |
| Aéroport Red Lake                                             | Red Lake                           | Ontario                   | 15        |
| Aéroport international de Regina                              | Regina                             | Saskatchewan              | 120 (250) |
| Aéroport international de la région de Waterloo (en)          | Municipalité régionale de Waterloo | Ontario                   | 15/180    |
| Hydroaérodrome de Rainy River (en)                            | Rivière à la Pluie                 | Ontario                   | 15        |
| Hydroaérodrome de Rykerts (en)                                | Rykerts                            | Colombie-Britannique      | 15        |
| Aéroport de Saint-Jean                                        | Saint John                         | Nouveau-Brunswick         | 120       |
| Hydroaérodrome de Sand Point Lake (en)                        | Sand Point Lake (en)               | Ontario                   | 15        |
| Aéroport de Sarnia-Chris Hadfield                             | Sarnia                             | Ontario                   | 30        |
| Aéroport John G. Diefenbaker                                  | Saskatoon                          | Saskatchewan              | 200 (300) |
| Aéroport de Sault-Sainte-Marie                                | Sault Ste. Marie                   | Ontario                   | 30        |
| Hydroaérodrome de Sault-Sainte-Marie (en)                     | Sault Ste. Marie                   | Ontario                   | 15        |
| Hydroaérodrome Sault-Sainte-Marie-Partridge Point (en)        | Sault Ste. Marie                   | Ontario                   | 15        |
| Aéroport de Sept-Îles                                         | Sept-Îles                          | Québec                    | 15        |
| Hydroaérodrome de Sept-Îles-Lac des Rapides (en)              | Sept-Îles                          | Québec                    | 15        |
| Aéroport de Sherbrooke                                        | Sherbrooke                         | Québec                    | 30        |
| Aéroport de Sioux Lookout                                     | Sioux Lookout                      | Ontario                   | 15        |
| Aéroport de Saint Catharines-District du Niagara (en)         | St. Catharines                     | Ontario                   | 15        |
| Aéroport international de Saint-Jean                          | Saint-Jean                         | Terre-Neuve-et-Labrador   | 165 (450) |
| Aéroport de Saint Stephen (en)                                | St. Stephen                        | Nouveau-Brunswick         | 15        |
| Aéroport municipal de St. Thomas                              | St. Thomas                         | Ontario                   | 15        |
| Aéroport international de Stephenville                        | Stephenville                       | Terre-Neuve-et-Labrador   | 30        |
| Hydroaérodrome de Stewart (en)                                | Stewart                            | Colombie-Britannique      | 15        |
| Aéroport St-Georges                                           | Saint-Georges                      | Québec                    | 15        |
| Aéroport municipal de Stratford (en)                          | Stratford                          | Ontario                   | 15        |
| Aéroport de Sudbury                                           | Greater Sudbury                    | Ontario                   | 15        |
| Aéroport international de Thunder Bay                         | Thunder Bay                        | Ontario                   | 40        |
| Hydroaérodrome de Thunder Bay (en)                            | Thunder Bay                        | Ontario                   | 15        |
| Aéroport Timmins/Victor M. Power                              | Timmins                            | Ontario                   | 15        |
| Aéroport international Pearson de Toronto                     | Toronto                            | Ontario                   |           |
| Aéroport municipal de Buttonvill                              | Buttonville                        | Ontario                   | 15        |
| Hydroaérodrome Toronto City Centre                            | Toronto                            | Ontario                   | 15        |
| Aéroport de Trois-Rivières                                    | Trois-Rivières                     | Québec                    | 15        |
| Aéroport de Tuktoyaktuk-James Gruben                          | Tuktoyaktuk                        | Territoires du Nord-Ouest | 15        |
| Hydroaérodrome du port de Vancouver                           | Vancouver                          | Colombie-Britannique      | 15        |
| Hydroaérodrome Montréal Centre-Ville                          | Montréal                           | Québec                    | 15        |
| Aéroport international de Vancouver                           | Vancouver                          | Colombie-Britannique      |           |
| Hydroaérodrome International de Vancouver (en)                | Vancouver                          | Colombie-Britannique      | 15        |
| Aéroport du port de Victoria                                  | Victoria                           | Colombie-Britannique      | 15        |
| Aéroport international de Victoria                            | Victoria                           | Colombie-Britannique      | 120 (450) |
| Hydroaérodrome de Victoria (en)                               | Victoria                           | Colombie-Britannique      | 15        |
| Aéroport international de Whitehorse                          | Whitehorse                         | Yukon                     | 50 (225)  |
| Hydroaérodrome de Whitehorse (en)                             | Whitehorse                         | Yukon                     | 15        |
| Aéroport de Wiarton                                           | Wiarton                            | Ontario                   | X         |
| Aéroport international de Windsor                             | Windsor                            | Ontario                   | 325 (450) |
| Aérodrome de Wingham-Richard W. LeVan (en)                    | Wingham                            | Ontario                   | 15        |
| Aéroport international James Armstrong Richardson de Winnipeg | Winnipeg                           | Manitoba                  |           |
| Aéroport de Winterland (en)                                   | Winterland                         | Terre-Neuve-et-Labrador   | 15        |
| Aéroport de Yarmouth                                          | Yarmouth                           | Nouvelle-Écosse           | 110       |
| Aéroport de Yellowknife                                       | Yellowknife                        | Territoires du Nord-Ouest | 15        |